# بيت علي مهيوب (السبرة)

تعديل مصدري - تعديل

بيت علي مهيوب محلة تابعة لقرية الكرب، التابعة لعزلة مطاية بمديرية السبرة إحدى مديريات محافظة إب في الجمهورية اليمنية.، بلغ تعداد سكانها 37 حسب تعداد اليمن لعام 2004.